# Fiat 18
Le FIAT Tipo 18 est un modèle de camion et d'autobus lancé en 1911 pour le camion et en 1913 pour l'autobus par le constructeur italien FIAT V.I.. 
(NDR : la marque FIAT apparaît en majuscules car à l'époque la marque F.I.A.T., acronyme de Fabbrica Italiana Automobili Torino avait juste consenti à la suppression des points entre les lettres pour la désignation de ses modèles. Son écriture en minuscules ).
En 1909, F.I.A.T. SpA étudie, sur commande de l’armée du roi d’Italie, un nouveau camion multi-usages destiné au transport de troupes et de matériel. Le FiIAT Tipo 18 est présenté en 1911, pratiquement en même temps que le FIAT 15. Ce nouveau modèle dispose d'une nouveauté technique sur ce type de véhicule : la pompe à essence remplace l'alimentation traditionnelle du carburant par gravité. C'est un modèle dont la charge utile est supérieure au FIAT 15. 
Le "FIAT tipo 18" connaîtra un énorme succès auprès des armées et sera décliné en plus de 7 versions.
Il sera choisi par les armées italiennes, britannique, russe et française.
En fait, le FIAT 18 représente une véritable gamme avec :
- 18, camion lancé en 1911 pour répondre à la demande civile, les FIAT 15 Bis & Ter étant des véhicules militaires, remplacé par le 18 A,
- 18 A, version plus puissante lancée en 1912, remplacé par le 18 BL
- 18 M, version exclusivement militaire, remplacé par le 18 BL,
- 18 BL, version lancée en 1914 et qui connaîtra le plus gros succès commercial avec le 18 BLR qui resteront en production jusqu'en 1921, FIAT en dériva une version avec châssis abaissé pour les autobus,
- 18 BLR, lancé en 1914, version disposant d'un châssis renforcé pour permettre le transport de charges lourdes, le PTAC augmente d'une tonne, soit un gain de 15 %,
- 18 BC, version pour l'exportation (armée française notamment),
- 18 P, vient compléter le 18 BLR pour les charges lourdes.

## L'autobus/autocar FIAT 18 BL
Le constructeur italien a été un pionnier dans la construction de véhicules destinés au transport collectif de personnes. FIAT V.I. a lancé son premier autobus dès 1901, le Fiat 28/40 HP qui pouvait accueillir 14 passagers assis. 
En 1914, FIAT lance le FIAT 18 BL qui va équiper toutes les sociétés de transport de l'époque. FIAT livrait, comme le voulait la coutume de l'époque, les châssis motorisés aux carrossiers spécialisés qui réalisaient l'équipement souhaité par le client. Le FIAT 18 BL pouvait transporter, dans ses versions urbaines ou de ligne, 25 passagers assis à la vitesse « fabuleuse » de 45 km/h.

## Les versions militaires

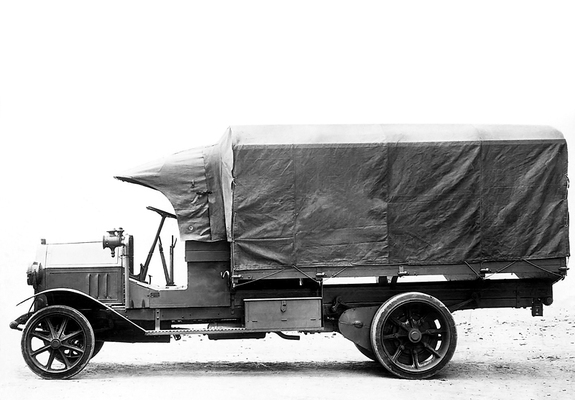
Fiat 18 BL militaire (1914)

Le FIAT 18 BL a été le camion militaire le plus produit de son époque. Il était composé d'un plateau bâché d'une longueur de 3,5 mètres et d'une largeur de 1,75 m. Il offrait une charge utile de 3,5 tonnes. Le poste de conduite disposait d'une capote imperméable repliable. Avec son empattement de seulement 3,65 m, il disposait d'un rayon de braquage de 6,8 m ce qui le rendait très maniable sur les routes étroites et sinueuses. De plus, il pouvait tracter une remorque de 5 tonnes ce qui le transformait en tracteur d'artillerie.
Le modèle 18.BLR était équipé de suspensions renforcées, de roues de diamètre réduit, d'un châssis raccourci et du moteur Fiat 64D de 6 430 cm3 développant 45 ch DIN. Il sera surtout employé pour les transports lourds et servira de support au canon de 76/40. Il est resté en production jusqu'en 1921.

## Le FIAT 18 dans l'armée française
En 1907, le ministère français de la guerre avait décidé de réserver ses commandes aux seuls constructeurs nationaux. Mais en octobre 1914, il se rend à l'évidence que la production nationale française ne pourra jamais satisfaire les besoins de l'armée. Les constructeurs français ne livreront durant l'année 1914 que 2 585 véhicules. Le ministère se met à la recherche de fournisseurs complémentaires à l'étranger. FIAT sera un des fournisseurs agréés et reconnus de l'armée française qui a équipé l'armée française en camions FIAT 15 et 18 durant toute la Première Guerre mondiale.
Une première commande en décembre 1914 porte sur 500 exemplaires du FIAT 15 suivie, en janvier 1915, par une seconde commande de 600 véhicules. Au 30 juin 1915 on recensait 635 camions FIAT 15 en service dans l'armée française. 
FIAT a ensuite fourni le modèle 18 :
- 75 exemplaires du type 18C équipé du moteur Fiat 64B aussi appelé 28/30 HP.
- 75 exemplaires des types 18BL et 18LR équipés du moteur Fiat 64C ou 35/40 HP,
- 200 exemplaires du type 18M équipé du moteur Fiat 64 de 5 130 cm3 de cylindrée,
- 100 exemplaires du type 18A.

Mais le nombre le plus important de véhicules équipant l'armée française en 1915 seront les FIAT 18.BL et 18.BLR. Ce dernier sera rebaptisé FIAT 18.B5 pour l'armée française.
Les documents consultables indiquent qu'un minimum de 1 602 exemplaires de ces véhicules ont été mis en service en 1915. D'autres quantités plus ou moins importantes ont suivi jusqu'à la fin de la guerre en 1918, sans nombre précis. Comme à son accoutumée, le constructeur italien n'a jamais fait état du nombre de véhicules fournis aux différentes armées étrangères.

## Caractéristiques techniques
| Modèle                   | Type                                | Années de production | Type moteur         | Cylindrée          | Puissance            | PTAC             |
| ------------------------ | ----------------------------------- | -------------------- | ------------------- | ------------------ | -------------------- | ---------------- |
| FIAT 28/40 HP            | Châssis                             | 1907 - 1910          | Fiat 28 HP 1907     | 7 363 cm3 essence  | 40 ch à 1 200 tr/min | 1,5 t            |
| FIAT 15                  | Camion, Châssis,                    | 1909 - 1910          | FIAT Brevetti 15/20 | 3 053 cm3 essence  | 16 ch à 1 400 tr/min | 2,18 t           |
| FIAT 15 Bis              | Camion, Châssis, Autobus, Ambulance | 1911 - 1913          | FIAT Brevetti 15/20 | 3 053 cm3 essence  | 20 ch à 1 400 tr/min | 3,05 t           |
| FIAT 15 Ter              | Camion, Châssis, Autobus, Ambulance | 1913 - 1922          | Fiat 53A            | 4 398 cm3 essence  | 40 ch à 1 800 tr/min | 3,95 t           |
| FIAT 18                  | Châssis,                            | 1911 - 1913          | Fiat 64             | 5 130 cm3 essence  | 35 ch à 1 200 tr/min | 5,75 t           |
| FIAT 18 A                | Châssis, Autobus                    | 1913 - 1915          | Fiat 64A            | 4 874 cm3 essence  | 30 ch à 1 200 tr/min | 6,7 t            |
| FIAT 18 M                | Châssis, militaire                  | 1913 - 1914          | Fiat 64             | 5 130 cm3 essence  | 35 ch à 1 200 tr/min | 6,7 t            |
| FIAT 18 BL               | Châssis, militaire, Autobus         | 1914 - 1921          | Fiat 64CA           | 5 654 cm3 essence  | 38 ch à 1 300 tr/min | 7,32 t           |
| FIAT 18 BLR              | Châssis, militaire, Autobus         | 1914 - 1921          | Fiat 64DA           | 6 234 cm3 essence  | 40 ch à 1 300 tr/min | 8,5 t            |
| FIAT 18 BC - (Militaire) | Châssis,                            | 1915 - 1919          | Fiat 64BA           | 4 578 cm3 essence  | 25 ch à 1 200 tr/min | 5,9 t            |
| FIAT 18 P                | Châssis,                            | 1916 - 1921          | Fiat 53A            | 4 398 cm3 essence  | 40 ch à 1 800 tr/min | 7,0 t            |
| FIAT 603 / 603 F         | Camion, Châssis, Autobus            | 1925 - 1929          | Fiat 107            | 2 297 cm3 essence  | 35 ch à 2 600 tr/min | 4,4 t            |
| FIAT 30                  | Châssis camion lourd militaire      | 1915 - 1920          | Fiat 167            | 10 618 cm3 essence | 70 ch à 1 200 tr/min | 14,0 t / 110,0 t |
| FIAT 20 B                | Camion militaire & civil            | 1915 - 1920          | Fiat 67             | 10 618 cm3 essence | 66 ch à 1 200 tr/min | 12,0 t / 40,0 t  |

Nota : À cette époque, les versions militaires différaient très peu des versions civiles.